# Acrobasis aurorella
Acrobasis aurorella is een vlinder van de familie van de snuitmotten (Pyralidae). De wetenschappelijke naam van deze soort is voor het eerst voorgesteld door Charles Russell Ely in een publicatie uit 1910.
De soort komt voor in de Verenigde Staten.